# Maurice Eisenberg
Pour les articles homonymes, voir Eisenberg.
Maurice Eisenberg est un violoncelliste, concertiste et enseignant, né le 24 février 1900 à Königsberg, alors en province de Prusse-Orientale, et mort le 13 décembre 1972 à New York.

## Biographie
Ses parents, polonais, émigrent aux États-Unis en 1902, l’emmenant. Ayant commencé des études de violon, Maurice Eisenberg se tourne vers le violoncelle qu’il étudie au Conservatoire Peabody de Baltimore.
Soliste de l’Orchestre de Philadelphie dès 1916 sous la direction de Stokowski, il entre en 1918 au Philharmonique de New York alors sous la direction de Walter Damrosch. Il rencontre Pablo Casals en 1921 au cours d’une tournée de ce dernier aux États-Unis. Avec le soutien de Casals, il se perfectionne en Europe avec des personnalités comme Julius Klengel, Hugo Becker, Nadia Boulanger, Diran Alexanian et Casals lui-même avec lequel une amitié s’établit.
Entre 1926 et 1939, il se partage entre concerts et enseignement en Europe :
- Soliste avec les principaux orchestres européens et américains, il crée, en 1938, dans le cadre des Concerts Pasdeloup, le Concerto Ballata de Glazounov sous la direction de celui-ci ; il interprète à Londres la Rhapsodie Hébraïque Schelomo sous la direction d’Ernest Bloch, son compositeur[2] ; ses interprétations des Suites pour violoncelle seul de Bach sont admirées et il est membre du Trio Menuhin[3].
- Il crée le « London International Violoncello Center » dont il est le directeur artistique, enseigne à l’École Normale de Musique de Paris où il succède à Diran Alexanian[3].

Aux États-Unis, il enseigne à l’Académie de Musique de Philadelphie, à l’Université de Californie du Sud ainsi qu’à la Cambridge Longy School (Massachusetts) et, pendant les dix dernières années de sa vie, à l’Académie Internationale de Cascais (Portugal).
À la fin de sa vie, Maurice Eisenberg enseigne également à la « Juilliard School of Music » où il meurt en 1972 au cours d’une leçon qu’il y donne.
Le livre Cello Playing of Today de Maurice Eisenberg, initialement publié en 1957, a été réédité maintes fois.
Son élève Michael Masters s'est chargé de la publication posthume de l’édition annotée des Suites pour violoncelle seul de Bach que Maurice Eisenberg avait préparée.